# Berlin-Marathon 2009
| 36. Berlin-Marathon    | 36. Berlin-Marathon            |
| ---------------------- | ------------------------------ |
| Stadt                  | Berlin, Deutschland            |
| Datum                  | 20. September 2009             |
| Distanz                | 42,195 Kilometer               |
| Sieger                 |                                |
| Männer                 | Haile Gebrselassie (2:06:08 h) |
| Frauen                 | Atsede Habtamu (2:24:47 h)     |
| ← Berlin-Marathon 2008 | Berlin-Marathon 2010 →         |
| Website                | Offizielle Website             |

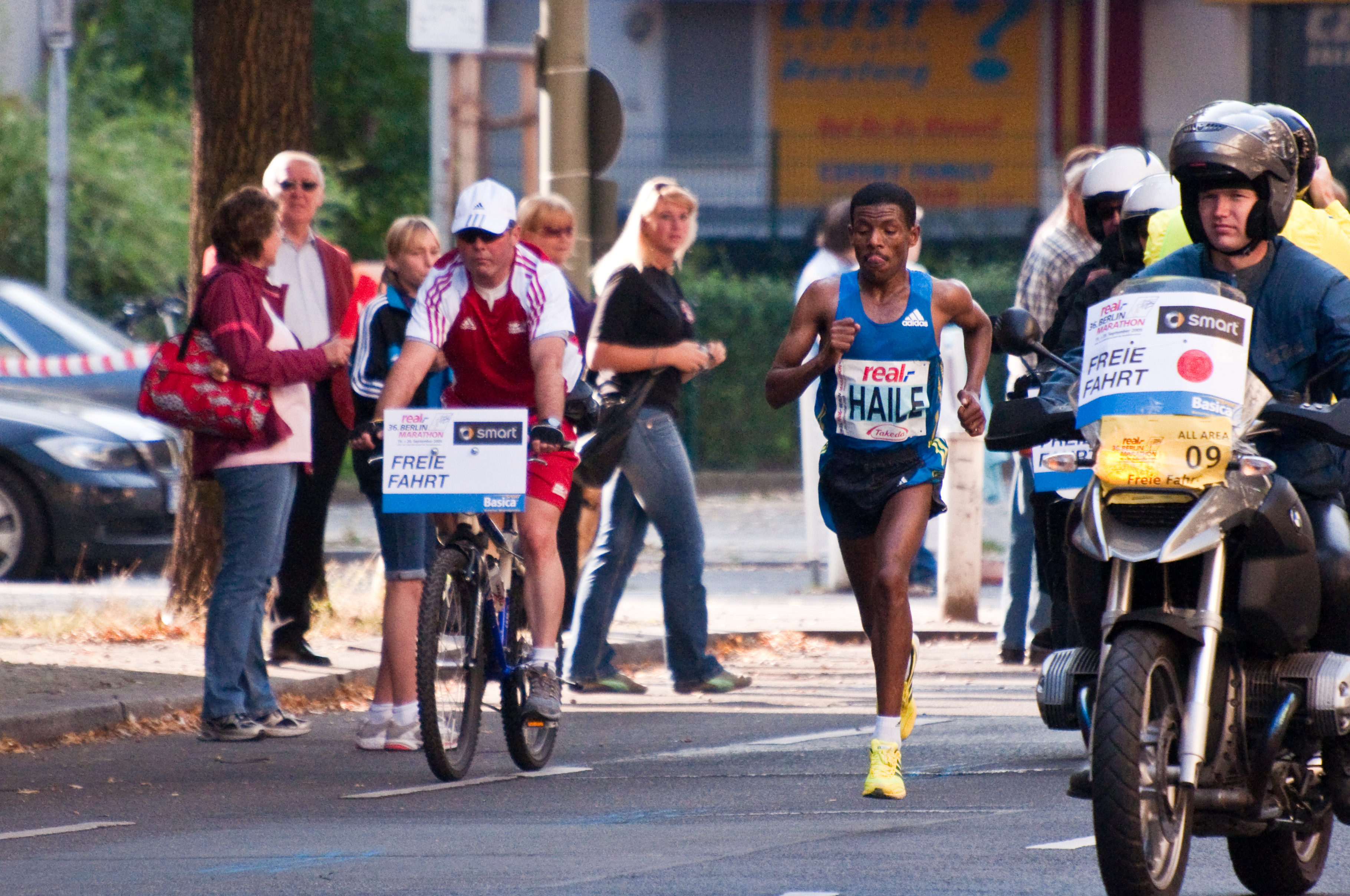
Haile Gebrselassie

Der Berlin-Marathon 2009 war die 36. Ausgabe der jährlich stattfindenden Laufveranstaltung in Berlin, Deutschland. Der Marathon fand am 20. September 2009 statt und war der vierte World Marathon Majors des Jahres.
Bei den Männern gewann Haile Gebrselassie in 2:06:08 h und bei den Frauen Atsede Habtamu in 2:24:47 h.

## Ergebnisse

### Männer
| Platz | Athlet             | Land      | Zeit (h) |
| ----- | ------------------ | --------- | -------- |
| 01    | Haile Gebrselassie | Äthiopien | 2:06:08  |
| 02    | Francis Kiprop     | Kenia     | 2:07:04  |
| 03    | Negari Terfa       | Äthiopien | 2:07:41  |
| 04    | Dereje Debele Tulu | Äthiopien | 2:09:41  |
| 05    | Alfred Kering      | Kenia     | 2:09:52  |
| 06    | Girma Assefa       | Äthiopien | 2:09:58  |
| 07    | Eshetu Wendimu     | Äthiopien | 2:12:28  |
| 08    | Atsushi Fujita     | Japan     | 2:12:54  |
| 09    | Kensuke Takahashi  | Japan     | 2:13:00  |
| 10    | Cuthbert Nyasango  | Simbabwe  | 2:13:19  |

### Frauen
| Platz | Athletin                  | Land                   | Zeit (h) |
| ----- | ------------------------- | ---------------------- | -------- |
| 01    | Atsede Habtamu            | Äthiopien              | 2:24:47  |
| 02    | Silwija Skworzowa         | Russland               | 2:26:24  |
| 03    | Mamitu Daska              | Äthiopien              | 2:26:38  |
| 04    | Rosaria Console           | Italien                | 2:26:45  |
| 05    | Genet Getaneh             | Äthiopien              | 2:27:09  |
| 06    | Leah Jemeli Malot         | Kenia                  | 2:29:17  |
| 07    | Tatjana Arjassowa         | Russland               | 2:32:17  |
| 08    | Jacqueline Nytepi Kiplimo | Kenia                  | 2:34:16  |
| 09    | Maja Neuenschwander       | Schweiz                | 2:35:44  |
| 10    | Hayley Haining            | Vereinigtes Königreich | 2:36:08  |